# Angus Deaton
Angus Stewart Deaton, född 19 oktober 1945 i Edinburgh, Skottland, är en skotsk-amerikansk nationalekonom, som blev filosofie doktor 1974 vid University of Cambridge i Storbritannien. Han är professor i ekonomi och international affairs vid Princeton University i New Jersey, USA, sedan 1983.
År 2015 tilldelades Deaton Sveriges Riksbanks pris i ekonomisk vetenskap till Alfred Nobels minne "för hans analys av konsumtion, fattigdom och välfärd".

## Biografi
Deaton gick på Hawick High School och sedan Fettes College som grundforskare och arbetade på Portmeirion hotel sommaren 1964. Han tog sin kandidatexamen, magisterexamen och doktorsexamen vid University of Cambridge, den sistnämnda med en avhandling från 1975 med titeln Models of Consumer Demand and Their Application to the United Kingdom under handledning av Richard Stone. Vid Cambridge var han senare stipendiat vid Fitzwilliam College och en forskningsansvarig som arbetade med Richard Stone och Terry Barker vid Institutionen för tillämpad ekonomi.
Med en tidigare hustru har Deaton två barn, födda 1970 och 1971. Han är gift med Anne Case, Alexander Stewart-professor i ekonomi och offentliga frågor vid Princeton Universitys Princeton School of Public and International Affairs. Paret njuter av opera och öringfiske. Han har avböjt att kommentera om han stöder självständighet för sitt hemland Skottland men sa att han "har en stark personlig och historisk anknytning till unionen".

## Karriär och vetenskapligt arbete
År 1976 tillträdde Deaton en tjänst vid University of Bristol som professor i ekonometri. Under denna period slutförde han en betydande del av sitt mest inflytelserika arbete. År 1978 blev han den första mottagaren någonsin av Frischmedaljen, en utmärkelse som ges av Econometric Society vartannat år till en tillämpad artikel som publicerats under de senaste fem åren i Econometrica. År 1980 publicerades hans uppsats om hur efterfrågan på olika konsumtionsvaror beror på priser och inkomster i The American Economic Review. Denna artikel har sedan dess hyllats som en av de tjugo mest inflytelserika artiklarna som publicerats i tidskriften under dess första hundra år.
År 1983 lämnade han University of Bristol för Princeton University. Han är för närvarande (2022) Dwight D. Eisenhower-professor i internationella frågor och professor i ekonomi och internationella frågor vid Princeton School of Public and International Affairs och Institutionen för ekonomi i Princeton. Sedan 2017 har han ett gemensamt möte med University of Southern California där han är presidentprofessor i ekonomi. Han har både brittiskt och amerikanskt medborgarskap.
År 2015 tilldelades Deaton det årets Nobelpris i ekonomisk vetenskap. Deaton var "glad" och beskrev sig själv som "någon som bryr sig om världens fattiga och hur människor beter sig och vad som ger dem ett bra liv." Kungliga Vetenskapsakademien sade att den ekonomiska politiken som syftar till att minska fattigdomen endast kan utformas när individers konsumtionsval har förståtts och säger: "Mer än någon annan har Angus Deaton ökat denna förståelse. Genom att länka detaljerade individuella val och aggregerade resultat har hans forskning hjälpt till att omvandla områdena mikroekonomi, makroekonomi och utvecklingsekonomi". Deaton är också författare till "Letters from America", ett populärt halvårsreportage i Royal Economic Society Newsletter.
Deatons första verk som blev känt var Almost Ideal Demand System (AIDS), som han utvecklade tillsammans med John Muellbauer och publicerade i The American Economic Review (AER) 1980. Enligt ett utlåtande av American Economic Review introducerar artikeln "ett praktiskt system med efterfrågeekvationer som överensstämmer med preferensmaximering och har tillräcklig flexibilitet för att stödja fullständig välfärdsanalys av politik som påverkar konsumenterna." Artikeln listades som ett av de 20 bästa publicerade verken i AER under tidskriftens första 100 år.

## Utmärkelser och hedersbetygelser
- Fellow of the Econometric Society,  1978[9][10]
- Frisch Medal,  1978[11]
- Ledamot av British Academy,  2001[12]
- Distinguished Fellow of the American Economic Association,  2010[13]
- BBVA Foundation Frontiers of Knowledge Award,  2011
- Clarivate Citation Laureates,  2012[14]
- Leontief-priset,  2014[15]
- Sveriges riksbanks pris i ekonomisk vetenskap till Alfred Nobels minne,  2015[16]
- Cozzarelli Prize,  2015[17]
- Hedersdoktor vid Brown University
- Hedersdoktor vid Universitetet i Cambridge
- Fisher-Schultz Lecture
- Hedersdoktor vid Edinburghs universitet
- Hedersdoktor vid University College London
- Hedersdoktor vid Saint Andrews-universitetet
- Hedersdoktor vid Tor Vergata-universitetet

[Redigera Wikidata]
- 1978 — Frischmedaljen, en utmärkelse som delas ut av Econometric Society
- 2007 - Vald till president för American Economic Association.
- 2011 - Tilldelades BBVA Foundation Frontiers of Knowledge Award of Economics, Finance and Management för sina grundläggande bidrag till teorin om konsumtion och sparande och mätningen av ekonomiskt välbefinnande.[33]
- 2014 - Invald i American Philosophical Society.[34]
- 2015 - Invald som medlem av National Academy of Sciences.[35]
- 2015 - Belönas med Nobelpriset i ekonomisk vetenskap för sin analys av konsumtion, fattigdom och välfärd.[36][37]
- 2016—Knighted in the 2016 Queen's Birthday Honours List for services to research in economics and international affairs.[38]
- 2016 - Adlad i Queen's Birthday Honours List 2016 för tjänster till forskning inom ekonomi och internationella frågor. [27]
- 2016 - Listad # 14 (tillsammans med Anne Case) på Politico 50-guiden till tänkare, doers och visionärer som förvandlade amerikansk politik 2016.[39]

Deaton har hedersdoktorat vid Università degli studi di Roma Tor Vergata, University College London, Universitetet i St Andrews och Edinburghs universitet. [29]